# 赤塚佳仁
赤塚 佳仁（あかつか よしひと, 1963年- ）は、日本の映画美術監督、プロダクション・デザイナー、セットデコレーター、美術プロデューサー。
秋田県能代市出身。
株式会社 京映アーツの副社長取締役、兼同社Suns Décor代表。
台湾台北市に妙圓國際映像有限公司(Muse Taipei Pictures Co., Ltd)を設立、代表取締役社長。

## 略歴
1983年株式会社フジテレビジョンの装飾小道具会社「テレフィット」のアルバイトとしてキャリアをスタート。その後フリーに。
1988年リドリー・スコット監督日米合作作品、ブラック・レインにセットドレッサーとして参加、
それがきっかけに、佐々木京二、鈴村高正、大光寺靖とともに株式会社京映アーツを設立。現、同社副社長取締役。
2001年に同社CMと映画の専門の部署としてSuns Décorを設立。
国内海外における合作作品にセットデコレーターとして数多くの作品に参加。
2010年台湾台北市にて妙圓國際映像有限公司(Muse Taipei Pictures Co., Ltd)を設立。
台湾・中国を中心にプロダクション・デザイナーとして活躍する。
2011年5月、台湾にて撮影が行われたアレハンドロ・ゴンサレス・イニャリトゥ監督、ケイト・ブランシェット主演のSK-IIグローバルCMにてプロダクション・デザイナーとしてデビュー。
その後台湾・中国を中心に映画プロダクション・デザイナー、建築コンセプトデザイナーとして活躍中。
2016年アメリカ映画芸術科学アカデミー（Academy of Motion Picture Arts and Sciences、AMPAS）より会員候補に選出され、アカデミー会員となる。
2017年4月、第37回香港電影金像奨にて、美術賞ノミネート（西遊記伏妖篇）。

## 主な作品

### 映画

#### プロダクションデザイナー
- 天台（2012）ジェイ・チョウ監督[4]
- ハーバー・クライシス 都市壊滅（2013）蔡岳勳監督[5]
- ひだりみみ（2014）アレック・スー監督
- 樓下的房客 Teaser（2015）アダム・ツイ監督
- 西遊記2 妖怪の逆襲（2015）ツイ・ハーク監督
- 謎絲（2016）郝芳葳監督
- 王朝の陰謀 闇の四天王と黄金のドラゴン（2017）ツイ・ハーク監督

#### 美術プロデューサー
- CASSHERN（2004）紀里谷和明監督
- GOEMON（2008） 紀里谷和明監督
- セデック・バレ（2011）魏德聖監督[6]

#### アートディレクター
- アマルフィ女神の報酬（2009）西谷弘監督

#### セットドレッサー
- ブラック・レイン（1989）リドリー・スコット監督

#### セットデコレーター
- ファンシィダンス（1989）周防正行監督
- BEST GUY（1990）村川透監督
- ほしをつぐもの（1990）小水一男監督
- 一杯のかけそば（1992）西河克已監督
- 空がこんなに青いわけがない（1993）柄本明監督
- お墓と離婚（1993）岩松了監督
- 夏の庭（1994）相米慎二監督
- 人でなしの恋（1995）松浦雅子監督
- 幻の光（1996）是枝裕和監督
- シャル・ウィ・ダンス（1996）周防正行監督
- スワロウテイル（1996）岩井俊二監督
- 傷だらけの天使（1997）阪本順治監督
- ミスティ（1997）三枝健起監督
- 香港大夜総会タッチ&マギー（1997）渡邊孝好監督
- 四月物語（1998）岩井俊二監督
- ショムニ（1998）渡邊孝好監督
- 落下する夕方（1998）合津直枝監督
- 不夜城（1998）李志毅監督
- 大阪物語（1999）市川準監督
- 千年旅人（1999）辻仁成監督
- 天旋地戀（1999）林超賢監督
- Trance mission（1999）渡祥充監督
- Party7（2000）石井克人監督
- 東京攻略（2000）馬楚成監督
- ほとけ（2011）辻仁成監督
- サトラレ（2001）本広克行監督
- 冷静と情熱のあいだ（2001）中江功監督
- キル・ビル１（2003）クエンティン・タランティーノ監督
- CASSHERN（2004）紀里谷和明監督
- イントゥ・ザ・サン（2005）ミンク監督
- 星になった少年（2005）河毛俊作監督
- ワイルド・スピードX3 TOKYO DRIFT（2006）ジャスティン・リン監督
- バベル − 東京ユニット（2006）アレハンドロ・ゴンサレス・イニャリトゥ監督
- シルク（2006）スー・チャオピン監督
- 怪談（2007）中田秀夫監督
- 金陵十三釵（2011）チャン・イーモウ監督

他多数

### CM
- SK-II グローバルCM（2011）アレハンドロ・ゴンサレス・イニャリトゥ監督

### 著書
- 2017年「新華流電影美術」（創意市集）